# Софія (сорт смородини чорної)
Софія — середньостиглий сорт інтенсивного типу смородини чорної селекції Львівського філіалу Інституту садівництва УААН. Отриманий в 1985 році від схрещування сортів «Пам'ять Вавілова» і міжвидової гібридної форми 106-37-11, як комплексного донора хворобостійкості селекціонерами Шестопал З. А. та Шестопал Г. С. Внесений у державний реєстр сортів рослин придатних для поширення в Україні у 2001 році.
Софія відрізняється високим стабільним урожаєм, комплексною стійкістю до грибкових хвороб та відносною стійкістю проти брунькового кліща, високим вмістом вітаміну С, зимостійкістю та посухостійкістю.

## Опис
Кущ сильнорослий, слаборозлогий. Пагони середні по товщині та довжині, прямі, гнучкі. Китиці середньої довжини і щільності, густо заповнюють пагони різного віку.
Ягоди середньою масою 1,2 г, великі 1,7-2,5 г, округлі, чорні, блискучі. Містить: сухі речовини — 10,4 %, цукри — 6,1-7,2 %, органічні кислоти — 1,5-1,7 %, вітамін С — 308,0-334,8 мг на 100 г сирої маси. Шкірка середньої товщини, еластична, міцна із сухим відривом. М'якоть коричнева, густа, ніжна, приємного кисло-солодкого смаку.
Ягоди дозрівають дружно, практично одночасно, довго тримаються на кущі, не осипаються.

## Використання
Придатні для вживання у свіжому вигляді, заморожування, а також для приготування високовітамінізованих продуктів технічної переробки (соки, желе, виноматеріали).
Перспективний для механізованого збирання врожаю в умовах Лісостепу і Полісся України. Урожайність 15-25 т/га. Придатний для вирощування екологічно чистої продукції з обмеженим застосуванням фунгіцидів.
У селекції перспективний як джерело С-вітамінозності, високої врожайності.